# موزقره‌چان‌لی
موزقره‌چان‌لی (به لاتین: Mozqaraçanlı) یک تقسیمات کشوری در جمهوری آذربایجان است که در شهرستان کلبجر واقع شده‌است.